# 猫咪小镇
《猫咪小镇》是一款由波麗佳音公司制作，并于1985年发行的游戏。本游戏只在日本地区发行。
玩家控制着一个猫妈妈。她要将她走失的孩子找到并带回家。途中会遇到各种危险，妈妈需要躲避。